# Bratislavské hudební slavnosti
Bratislavské hudobné slávnosti jsou nejvýznamnějším mezinárodním hudebním festivalem na Slovensku, který se koná od roku 1964. Od roku 1973 jsou jediným slovenským reprezentantem v Evropské asociaci festivalů EFA, který sídlí v Bruselu.
Organizuje ho především Slovenská filharmonie, čestnou prezidentkou BHS je Edita Gruberová. Konají se každoročně, dva týdny na přelomu září a října, během nichž zaznívají desítky symfonických a komorních koncertů.